# Clădirea fostei școli fondate de Dîncovici (Grigoriopol)
Clădirea fostei școli fondate de Dîncovici este o clădire amplasată pe str. Dzerjinski, 56A în Grigoriopol, Republica Moldova. Este un monument arhitectural de importanță națională inclus în Registrul monumentelor Republicii Moldova ocrotite de stat cu nr. 470 (raionul Grigoriopol). Datează din 1907.